# NGC 5680
NGC 5680 este o galaxie lenticulară situată în constelația Fecioara. A fost descoperită în 12 aprilie 1864 de către Albert Marth.